# Tolmács megállóhely
Tolmács megállóhely a MÁV megálló-rakodóhelye a Nógrád vármegyei Tolmács községben. A megállóhelyet a MÁV 76-os számú Diósjenő–Romhány-vasútvonala érinti.

## Története
A megállóhelyet a Duna–Ipolyvölgyi HÉV építette és nyitotta meg 1909. július 11-én, a Diósjenő–Romhány-vasútvonalon.
Létszám-megtakarítás céljából a MÁV megszüntette a forgalmi és sorompókezelői szolgálatot Tolmácson. A megálló-rakodóhely helyszíni állítású sorompóját önműködő fénysorompóra cserélték.
Az alacsony utasszám és a vasútvonal alacsony műszaki állapota miatt az illetékes Gazdasági és Közlekedési Minisztérium 2007. március 4-étől leállította a vasúti személyszállítást Diósjenő és Romhány között, Tolmács megállóhelynek azóta nincs forgalma.

## Jellemzői
Tolmács megálló-rakodóhely a MÁV 76. számú Diósjenő–Romhány egyvágányú nem villamosított mellékvonal 48+60–53+40 szelvényében fekszik. Szomszédos állomásai kezdőpont felé Diósjenő forgalomirányító állomás, végpont felé Rétság személyzet nélküli állomás.
A megálló-rakodóhely két vágánnyal rendelkezik. Az 1. vágány a rakodóvágány, hossza 95 méter. A 2. vágány a vonatfogadásra és -indításra kijelölt átmenő fővágány, szintén 95 méter hosszúsággal. A 2. vágány mellett kap helyet egy 50 méter hosszú keskeny peron. A megálló-rakodóhely 2. számú kitérőjével ágazik ki a Nógrádi Erdőkémia sajátcélú vasúti pályahálózata.
Az megálló-rakodóhelyen alakjelzős jelzőberendezés üzemel, ebből adódóan valamennyi váltó helyszíni állítású. A váltók felügyelete a szolgálatban lévő forgalmi szolgálattevő alá tartoznak. Az megállóhely nem biztosított szolgálati hely, ezért nem rendelkezik kijárati jelzőkkel, nem biztosított alak bejárati alakjelzőkkel és előjelzőkkel van fedezve, melyek jelölései Diósjenő felől „A” és „AEj”, Rétság felől pedig „B” és „BEj”.

## Megközelítése
Közúti megközelítését a 12 121-es mellékútból kiágazó 12 316-os állomáshoz vezető út biztosítja.
Tömegközlekedéssel a Tolmács, alsó autóbusz-megállóhelytől érhető el, amit a 328-as, a 331-es, a 332-es, az 1013-as és a 3286-os helyközi autóbuszvonalak érintenek.